# Larangan Tokol
Larangan Tokol is een bestuurslaag in het regentschap Pamekasan van de provincie Oost-Java, Indonesië. Larangan Tokol telt 7314 inwoners (volkstelling 2010).